# Xiaomi Redmi 4A
Xiaomi Redmi 4A — смартфон від китайської компанії Xiaomi, що відноситься до початкового класу. Був представлений 4 листопада 2016 року разом з Xiaomi Redmi 4 та Redmi 4 Prime. Є наступником смартфона Xiaomi Redmi 2A.

## Дизайн
Екран смартфону виконаний зі скла. Корпус смартфону виконаний з матового пластику.
Ззаду смартфон схожий на Xiaomi Redmi 4X.
Знизу розміщені роз'єм microUSB та мікрофон. Зверху розташовані 3.5 мм аудіороз'єм, другий мікрофон та ІЧ-порт. З лівого боку розташований гібридний слот під 2 SIM-картки або 1 SIM-картку і карту пам'яті формату microSD до 128 ГБ. З правого боку розміщені  кнопки регулювання гучності та кнопка блокування смартфону. Динамік смартфону знаходиться на задній панелі.
В Україні Xiaomi Redmi 4A продавався в 3 кольорах: темно-сірому, золотому та Rose Gold.

## Технічні характеристики

### Платформа
Смартфон отримав процесор Qualcomm Snapdragon 425, та графічний процесор Adreno 308.

### Батарея
Батарея отримала об'єм 3120 мА·год.

### Камера
Смартфон отримав основну камеру 13 Мп, f/2.0 з автофокусом та здатністю запису відео в роздільній здатності 1080p@30fps. Фронтальна камера отримала роздільність 5 Мп, діафрагму f/2.2 та здатність запису відео в роздільній здатності 720p@30fps.

### Екран
Екран IPS LCD, 5.0", HD (1280 × 720) зі співвідношенням сторін 16:9 та щільністю пікселів 296 ppi.

### Пам'ять
Продавався смартфон в комплектаціях 2/16 та 2/32 ГБ.

### Програмне забезпечення
Xiaomi Redmi 4A був випущений на MIUI 8, що базувалася на Android 6.0.1 Marshmallow. Був оновлений до MIUI 10 на базі Android 7.1.2 Nougat.